# Diarha
Der Diarha ist ein kleiner linker Nebenfluss des Gambia in Guinea und Senegal.

## Verlauf
Der Fluss hat seine Quellen im nördlichen Guinea in der Unterpräfektur Termessé der Region Boké unweit der Grenze zu Senegal, am Nordrand des Fouta Djallon. Er fließt in nordnordöstliche Richtung. Ein Stück nach dem Überqueren der Grenze bei Dakateli schwenkt er nach Nordnordwesten um nahe der Départementspräfektur Salémata kurz vor der Mündung auf Nord zu drehen. Nach insgesamt 66 Kilometern mündet der Diarha etwa 65 Kilometer nordwestlich von Kédougou in den Gambia.

## Hydrometrie
Durchschnittliche monatliche Durchströmung des Diarha gemessen an der hydrologischen Station Diarha - Pont Routier in m³/s (beim größten Teil des Einzugsgebietes).
- Diagrammdaten:
- Definition |
- Rohdaten |
- Hilfe